# I Can See You
I Can See You è il sesto EP del gruppo hardcore punk statunitense Black Flag, pubblicato nel 1989 su SST Records, tre anni dopo lo scioglimento del complesso. Il materiale fu registrato prima che il batterista Bill Stevenson e la bassista Kira Roessler lasciassero la band, nel periodo in cui il gruppo stava registrando In My Head. Le quattro tracce sono state incluse nella ristampa su CD di In My Head come bonus track.

## Tracce
1. I Can See You – 3:19 (Ginn)
2. Kicking & Sticking – 1:23 (Ginn, Rollins)
3. Out of This World – 2:12 (Roessler, Stevenson)
4. You Let Me Down – 3:40 (Rollins, Stevenson)

## Formazione[2]
- Henry Rollins - voce
- Greg Ginn - chitarra, produttore
- Kira Roessler - basso
- Bill Stevenson - batteria
- David Tarling - ingegneria del suono